# Gongwusu
Gongwusu (kinesiska: 公乌素, 公乌素镇) är en köping i Kina. Den ligger i den autonoma regionen Inre Mongoliet, i den norra delen av landet, omkring 440 kilometer väster om regionhuvudstaden Hohhot. Antalet invånare är 26856. Befolkningen består av 11 986 kvinnor och 14 870 män. Barn under 15 år utgör 14,0 %, vuxna 15-64 år 79 %, och äldre över 65 år 5,0 %.
Genomsnittlig årsnederbörd är 292 millimeter. Den regnigaste månaden är juli, med i genomsnitt 64 mm nederbörd, och den torraste är januari, med 1 mm nederbörd.